# Смедеревски беседник
Смедеревски беседник (15 век), анонимни српски писац Надгробног слова деспоту Ђурђу Бранковићу (1456). Стилом високообразованог песника и лирски надахнуто тугује због деспотове смрти, судбине његове породице и несреће читавог народа. Текст је инкорпорисан у један српски средњовековни рукопис који се данас чува у Универзитетској библиотеци у Одеси.

### Превод на савремени српски
- Плач за деспотом Ђорђем Бранковићем, прев. Ђорђе Сп. Радојичић, у: Миодраг Павловић, „Антологија српског песништва“, Београд, СКЗ, 1978, 44–46;
- исто, у: Иван Мунћан, „У походе коренима: белешке о старој српској књижевности“, Нови Сад, Музеј Војводине, 2001, 126–129.